# Башня (вооружение)

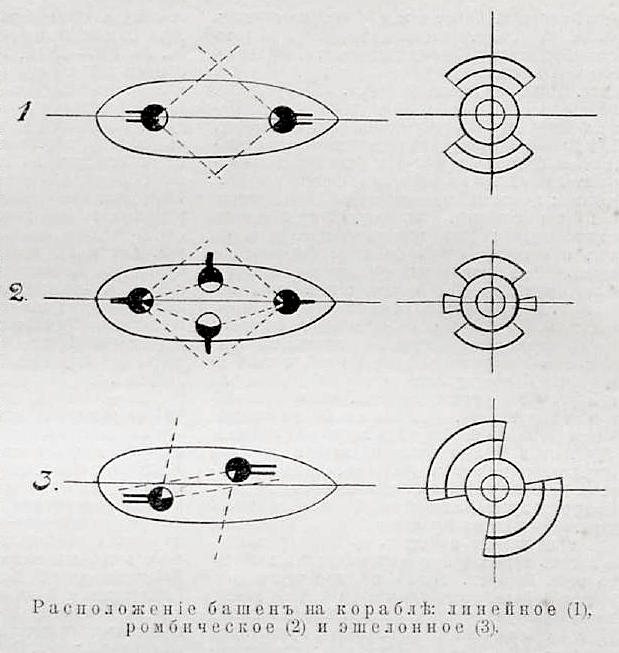
Основные системы расположения однородных башен на корабле:
1) линейная;
2) ромбическая;
3) эшелонная..

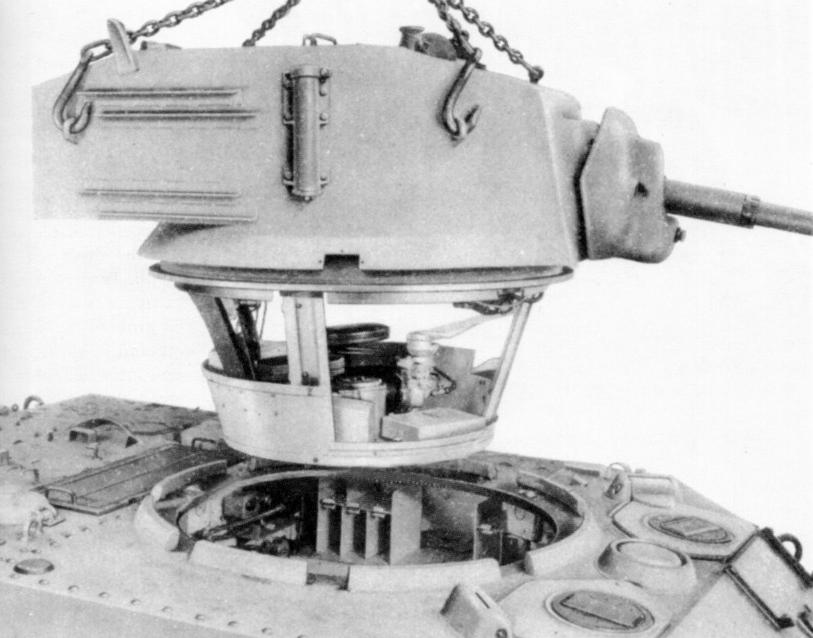
Установка башни на основной танк M3A3. Хорошо видна башенная корзина.

Башня линкора «Айова» с орудиями 406 мм.

Броневая башня (часто называют бронебашня) или просто башня — броневая поворотная конструкция, основное назначение которой — размещение/защита расчёта и встроенного вооружения и оборудования. 
Также в литературе применялось словосочетание Панцирная башня, Башня судовая, вращающееся около вертикальной оси броневое прикрытие, в котором располагаются артиллерийские орудия, и представляет собою вращающуюся по горизонту платформу (стол), на которой установлены одно, два или три орудия, закрытые общей броней и броневой крышей.

## История
В 1873 году саксонским инженером, изобретателем, промышленником, Г. Грузоном была построена первая панцирная башня из закалённого чугуна, которая является первообразом последующих усовершенствований в указанном направлении создания вооружений.
Башня может быть как элементом мобильной платформы (боевого корабля, танка, бронеавтомобиля, самоходно-артиллерийской установки), так и частью фортификационного сооружения. В качестве последних нередко идут в ход башенные установки бронетехники, переоборудованные для стационарного размещения.
У фортификационных долговременных сооружений, танков, бронепоездов и крупных кораблей — (линкоров, крейсеров), орудийные и пулеметные башни имеют полное и достаточно мощное бронирование, а более лёгкие и частично бронированные башенные установки свойственны для лёгкой бронетехники (БТР, ЗСУ, бронеавтомобилей) и небольших кораблей (эсминцев, тральщиков, катеров) (поэтому их чаще называют полубашнями или башенными установками). 
Конструктивно башня состоит из подвижного бронекорпуса, опирающегося через верхний погон на неподвижный нижний погон подбашенной коробки, листа или палубы. Между погонами установлены шарики для уменьшения сил сопротивления вращению, возникающих при повороте башни. Нижний неподвижный башенный погон и расположенные в его концентрических обоймах шарики образуют шариковую опору подвижного бронекорпуса башни, воспринимающую его вес и уменьшающую силы сопротивления, возникающие при повороте башни.
Башенные установки с разными механизмами поворота, которые могут быть как с ручным приводом, так и использовать электрический, гидравлический, паровой или пневматический привод/ы, который/e обычно дублируется ручным приводом.
Устанавливаемые внутри башни узлы и агрегаты определяются её назначением. Для орудийной башни это механизмы установки орудий на угол возвышения и прицелы. В случае отсутствия автоматического или полностью механизированного заряжания там же будут находиться номера расчёта, делающие это. Управление огнём башни может осуществляться как изнутри её, так и удалённо автоматикой и телемеханикой, по проводам или радиокомандами.
Башни бывают литые и составные. На башнях часто есть лючки, перископы, дополнительные листы активной брони. Часто в задней части башни (рубки) боеукладка (боеприпасы в креплениях — снаряды, патроны и так далее). Рубка обычно неподвижная (чаще всего на САУ). В башне устанавливается орудие (или пулемет/ы), иногда со спаренным пулемётом. Иногда туда устанавливается второе или несколько орудий (иногда меньшего калибра) для увеличения огневой мощи.